# Koliivščina
Koliivščina (Колиивщина) è un film del 1933 diretto da Ivan Petrovič Kavaleridze.